# Islam in Brasilien
Der Islam in Brasilien wurde zuerst von afrikanischen Sklaven praktiziert. Die nächste signifikante Migration von Muslimen waren Araber aus Syrien und dem Libanon. Die Anzahl der Muslime in Brasilien nach der brasilianischen Volkszählung 2010 ist 35.167, das sind annähernd 0,018 % der Bevölkerung Brasiliens.

## Sklaven
Die Geschichte der Muslime in Brasilien beginnt mit der Einfuhr afrikanischer Sklaven in das Land. Brasilien kaufte 37 % aller afrikanischen Sklaven, mehr als drei Millionen Sklaven insgesamt. Die Verschleppung dieser Menschen nach Brasilien begann etwa 1550, da die einheimischen Indianer, vor allem Tupi, sich als ungeeignet für die schwere Arbeit auf den Zuckerrohrplantagen erwiesen.
Der Sklavenaufstand 1835 in Bahia zeigte den Zustand des Widerstands in der "Gemeinschaft der Männer", als die die afrikanischen Muslime im 19. Jahrhundert in Bahia bekannt waren. Die Mehrheit der Teilnehmer waren Nago, die lokale Bezeichnung für ethnische Yoruba. Viele der "Männer" waren Soldaten und Gefangene der Kriege zwischen Oyo, Ilorin und anderen Yoruba-Stadtstaaten in der ersten Hälfte des 19. Jahrhunderts. Weitere Teilnehmer waren Hausa und Nupe, zusammen mit Jeje oder Dahomey-Soldaten, die zum Islam konvertiert waren oder im Bündnis mit Muslimen kämpften.
Beginnend in der Nacht des 24. Januar 1835, und weiter am nächsten Morgen, besetzt eine Gruppe von afrikanischen Sklaven die Straßen von Salvador da Bahia und kämpfte mehr als drei Stunden gegen Soldaten und bewaffnete Zivilisten.
Trotz der geringen Ausdehnung und Teilnehmerzahl war der Aufstand der größte Sklavenaufstand in Brasilien und der größte städtische Sklavenaufstand in Amerika. Über 300 Afrikaner nahmen daran teil und die geschätzten Todesopfer reicht von fünfzig bis hundert, obwohl genaue Zahlen unbekannt sind. Diese Zahl erhöht sich noch mehr, wenn die Verwundeten, die in Gefängnissen oder Krankenhäusern starben, enthalten sind. Viele der Teilnehmer wurden zum Tode, zu Gefängnis, zu Auspeitschungen oder zur Deportation verurteilt. Der Aufstand hatte bundesweit Auswirkungen. Es begann jetzt eine verstärkte Beobachtung der Sklaven, der Zwang zu Konvertierungen zum Katholizismus nahm zu. Doch die afrikanische muslimische Gemeinschaft wurde nicht ausgelöscht, und noch für 1910 wurde geschätzt, dass es rund 100.000 afrikanische Muslime in Brasilien gab.

## Einwanderung im 20. Jahrhundert
Nach der dann doch erfolgreichen Assimilation der afro-brasilianischen Gemeinschaft der Muslime war die nächste Periode des Islams im Land vor allem das Ergebnis der arabischen Einwanderung aus dem Nahen Osten und Südostasien. Rund 11 Millionen syrische und libanesische Zuwanderer leben in ganz Brasilien – die meisten sind jedoch maronitische Christen, die Zahl der muslimischen Einwanderer ist vergleichsweise gering gewesen. Die größte Konzentration von Muslimen befindet sich im Großraum der Wirtschaftsmetropole São Paulo.
Christliche und muslimische Araber beeinflussten auch Architektur und Küche Brasiliens. Der Einfluss erstreckt sich auch auf Fast Food: Die zweitgrößte Fastfood-Kette in Brasilien ist Habib's, die vor allem arabische Speisen anbietet. Die Vielfalt des Einflusses erstreckt sich auf Unternehmen der Textilindustrie, die von Händlern syrisch-libanesischer Herkunft (vor allem christlichen) dominiert wird. Der Stadtrat von São Paulo hat einen muslimischen Angehörigen mit dem Namen Mohammad Murad, der von Beruf Rechtsanwalt ist. Eine Reihe von Moscheen prägen die Umgebung São Paulos, die älteste und populärste von ihnen an der Avenida do Estado. Seit ihrer Gründung vor über siebzig Jahren hat die Moschee eine Koranschule, eine Bibliothek, eine Küche und einen Saal für verschiedene Anlässe hinzugefügt.
Muslime leben vor allem in den Bundesstaaten São Paulo und Paraná. Es gibt muslimische Gemeinden in den industriellen Vororten der Stadt São Paulo und in der Hafenstadt Santos sowie in kleineren Gemeinden in Paraná in der Küstenregion und in Curitiba und Foz do Iguaçu im Dreiländereck Brasilien/Argentinien/Paraguay. Die Gemeinde ist überwiegend sunnitisch, die Sunniten sind fast vollständig in die Gesellschaft assimiliert. Die jüngsten schiitischen Immigranten tendieren zu kleinen insularen Gemeinden in São Paulo, Curitiba und Foz do Iguaçu. Es gibt etwa 36 Moscheen und weitere islamische religiöse Zentren, und islamische Vereinigungen, aber die Geschichte der Ahmadiyya Gemeinde begann erst im späten 20. Jahrhundert, als die Gemeinde in Brasilien 1986 gegründet wurde.
Ein neuer Trend ist die Zunahme von Konvertierungen zum Islam unter den nicht-arabischen Bürgern. Eine aktuelle muslimische Quelle schätzt, dass fast 10.000 muslimische Konvertiten in Brasilien leben, was sich aber durch den Zensus von 2010 nicht bestätigt hat. Die Zahl der Muslime ist im Zeitraum von 2000 bis 2010 lediglich von 27.239 auf 35.167 gewachsen, um dann bis 2012 auf 34.550 zu sinken.